# Cờ ASEAN
Lá cờ Hiệp hội các quốc gia Đông Nam Á là một trong những biểu trưng chính thức của tổ chức Hiệp hội các quốc gia Đông Nam Á (viết tắt: ASEAN). Lá cờ có biểu tượng chính thức của tổ chức ASEAN trên nền xanh.
Lá cờ tượng trưng cho sự hòa bình, bền vững, đoàn kết và năng động của ASEAN. Bốn màu của lá cờ là: xanh, đỏ, trắng và vàng. Màu xanh tượng trưng cho hòa bình và sự ổn định. Màu đỏ thể hiện động lực và can đảm. Màu trắng nói lên sự thuần khiết còn màu vàng tượng trưng cho sự thịnh vượng.
Cờ ASEAN được lấy biểu tượng là bó lúa 10 nhánh do các nước ở Đông Nam Á chủ yếu là các nước nông nghiệp. Bó lúa 10 nhánh thể hiện ước mơ của các nhà sáng lập ASEAN cho một ASEAN với sự tham dự của 10 nước Đông Nam Á, cùng nhau gắn kết tạo dựng tình bạn và sự đoàn kết. Vòng tròn tượng trưng cho sự thống nhất của 10 quốc gia Đông Nam Á.

## Thiết kế

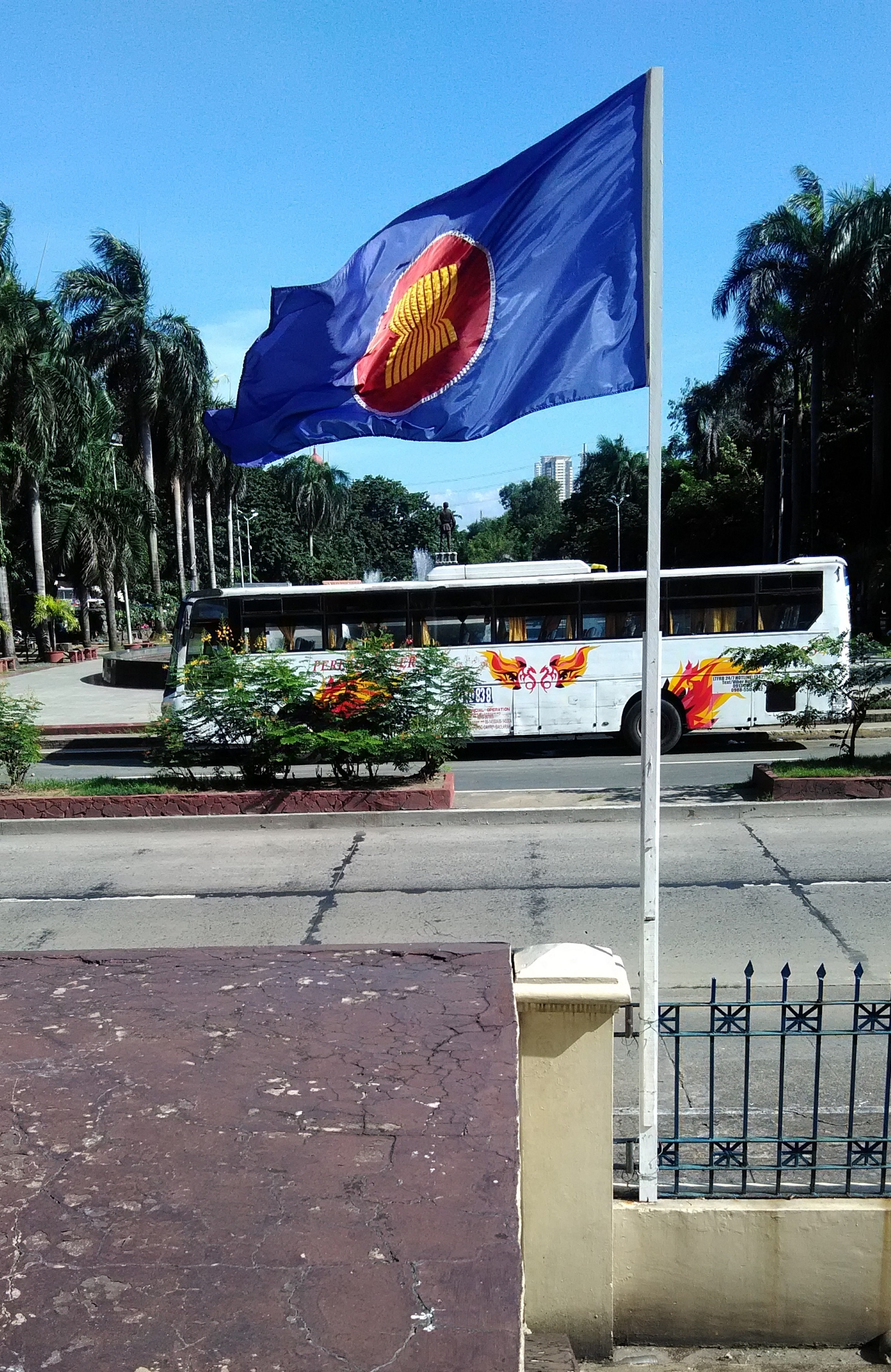
Cờ ASEAN trước tòa nhà Bưu điện Trung tâm Manila.

### Cấu tạo
Lá cờ có nền xanh với tâm là hình ảnh mười nhánh lúa được vẽ trên hình tròn đỏ viền trắng.
Màu sắc của lá cờ được tiêu chuẩn hóa như sau:
| Scheme  | Xanh dương     | Đỏ              | Trắng       | Vàng                   |
| ------- | -------------- | --------------- | ----------- | ---------------------- |
| Pantone | Pantone 286    | Pantone Red 032 |             | Pantone Process Yellow |
| CMYK    | C100-M60-Y0-K6 | C0-M91-Y87-K0   | C0-M0-Y0-K0 | C0-M0-Y100-K0          |
| RGB     | 34-85-158      | 227-49-49       | 255-255-255 | 248-244-0              |

Cờ ASEAN có tỉ lệ hai cạnh là 2:3. Hiến chương ASEAN mô tả kích thước lá cờ như sau:

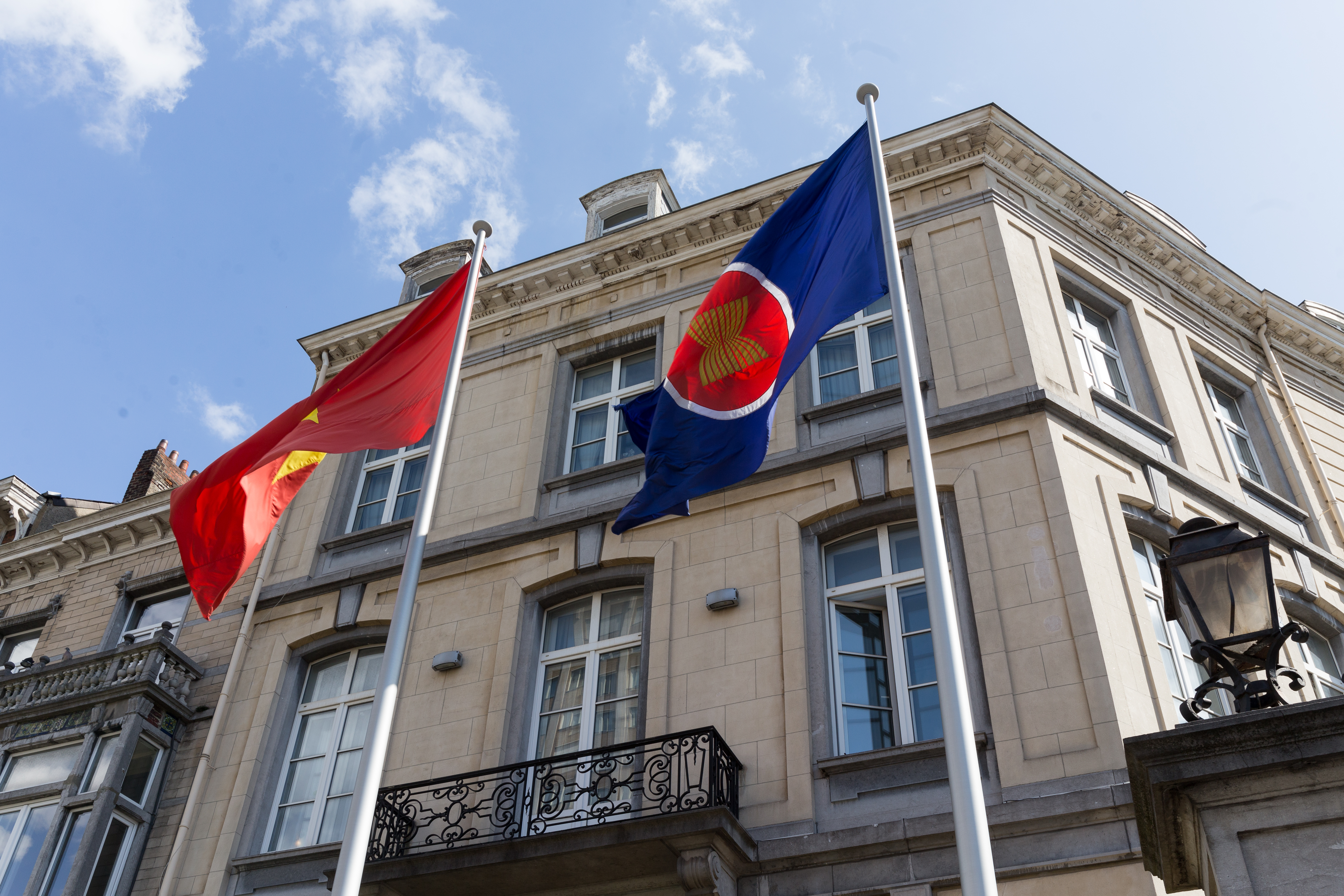
Cờ ASEAN bay cạnh Quốc kỳ Việt Nam tại Đại sứ quán Việt Nam tại Bỉ.

- Cờ để bàn: 10 cm x 15 cm
- Cờ trong phòng: 100 cm x 150 cm
- Cờ xe hơi: 20 cm x 30 cm
- Cờ quảng trường: 200 cm x 300 cm

### Biểu tượng
Ý nghĩa biểu tượng của lá cờ được mô tả chi tiết trong Hiến chương ASEAN. Màu xanh tượng trưng cho hòa bình và ổn định, màu đỏ thể hiện lòng can trường và tính năng động, màu trắng thể hiện sự thuần khiết, và màu vàng thể hiện sự thịnh vượng.
10 nhánh lúa tượng trưng cho 10 thành viên ASEAN.
Màu sắc lá cờ – xanh dương, đỏ, trắng, vàng – đều là các màu chủ đạo trên quốc kỳ 10 nước thành viên ASEAN.

## Lịch sử
Lá cờ cũ của khối ASEAN có thiết kế tương tự lá cờ hiện thời - lá cờ này bó lúa 6 nhánh thể hiện cho năm nước sáng lập cùng với Brunei (gia nhập năm 1984) và dòng chữ ASEAN được viết phía dưới cành lúa này. Lá cờ cũ này có nền trắng thay vì xanh dương, viền của đường tròn và của từ ASEAN màu xanh lơ, hình tròn có màu vàng nhạt. Nhành lúa trên cờ có màu nâu vàng.